# List do kardynała Sadoleta
List do kardynała Sadoleta – listowna odpowiedź Jana Kalwina do biskupa Jacopo Sadoleta, sekretarza papieża Leona X z 1539.
W 1539 Jacopo Sadoleto w imieniu Kościoła katolickiego wystosował odezwę do protestanckich w większości mieszkańców Genewy, w której przekonywał ich do porzucenia reformacji i powrócenia pod zwierzchnictwo papieża. Odpowiedź na tę odezwę opracował cieszący się dużą popularnością wśród Genewczyków Jan Kalwin przebywający wówczas w Strasburgu.
Szorstka w swej formie i surowa w ocenach polemika z Sadoletem jest o tyle ważna, że reformator określił w niej swój stosunek do Kościoła rzymskokatolickiego i stwierdzanych w nim przez niego nieprawidłowości. Kalwin odpisał (wbrew zarzutom Sadoleta), że nie zamierza budować nowego kościoła, ale zreformować istniejący, a jego głową uczynić Chrystusa w miejsce papieża. Nie dostrzegał sensu istnienia hierarchii kościelnej – rozwijał teorię kościoła niewidzialnego zarządzanego przez samego Jezusa, nadrzędnego względem kościołów widzialnych, których istnienia nie negował. Nie kwestionował też instytucji papiestwa, jednak pragnął by jej charakter był inny. Chciał kościoła wspólnotowego, tworzonego na równi przez pastorów, jak i zwykłych członków, którzy mogą swobodnie głosić Słowo Boże (mające duchowe pierwszeństwo), tak jak duchowni. Proponował rezygnację z przyjmowania Eucharystii w każdą niedzielę, co miało jego zdaniem pogłębić przeżywanie tej formy kontaktu z Chrystusem.
Mimo chęci zmian Kalwin nie wierzył, że Kościół katolicki będzie chciał przyjąć jego reformy, w związku z czym z bólem zapowiedział, że prawdopodobnie powstanie nowy, odrębny kościół ("To wy odłączacie się od Kościoła, nie przyjmując reformy. Możecie łatwo stwierdzić, że nieustannie działamy na rzecz jedności Kościoła"). Na początek chciał przekształcenia Genewy w mini-Kościół, wzór do naśladowania (nie centrum administracyjne). Myślał o stworzeniu kościoła europejskiego, przede wszystkim wielkiego ewangelicznego kościoła Francji. To był klucz do jego eklezjologii.
List został entuzjastycznie przyjęty przez mieszkańców Genewy. Zwiększył liczbę przyjaciół i zwolenników reformatora, a także wzmógł żądania powrotu autora na stałe do miasta z wygnania w Strasburgu.